# Laceracja
Laceracja – jeden ze sposobów rozmnażania bezpłciowego będący rodzajem fragmentacji. Występuje u żebropławów i ukwiałów. Polega na oddzielaniu się fragmentu podeszwy (lacery) antopolipa, z którego powstaje nowy polip, lub małych fragmentów ciała żebropława i ich rozwoju w organizmy dojrzałe.